# Rhètres
Les rhètres sont les lois non écrites qui régissent les genê et la Grèce antique à l'époque archaïque.
Elles sont utilisées par les cités grecques pour former les premiers codes écrits. Les plus anciennes rhètres écrites connues sont celles des Eléens, qui les firent graver sur une table de bronze dans le temple de Zeus, à Olympie.
La constitution de Lycurgue était constituée par un ensemble de rhètres.